# Gran Premio di Russia 2015
Il Gran Premio di Russia 2015 è stata la quindicesima prova della stagione 2015 del campionato mondiale di Formula 1. La gara si è disputata domenica 11 ottobre 2015 sul circuito di Soči ed è stata vinta da Lewis Hamilton su Mercedes. Hamilton, al suo quarantaduesimo successo nel mondiale, ha preceduto sul traguardo Sebastian Vettel su Ferrari e Sergio Pérez su Force India-Mercedes.
Grazie ai risultati del gran premio la Mercedes AMG F1 si è aggiudicata, per la seconda volta, il titolo del Campionato mondiale costruttori di Formula 1.

## Vigilia

### Sviluppi futuri
Il 1º ottobre 2015 la Marussia ufficializza l'accordo con la Mercedes: la casa tedesca diventa, dal 2016, la fornitrice delle power unit, oltre che collaborare più strettamente con la Manor per l'approntamento della monoposto. La Marussia avrà a disposizione la trasmissione, e parte delle sospensioni, della Williams, anch'essa già supportata dai motori della Mercedes, così come utilizzerà come carburante quello della Petronas, giù in uso da parte di Mercedes e Williams. La Red Bull Racing continua le trattative con la Ferrari per la fornitura dei motori: la casa italiana vuole fornire il motore del 2015, nell'ultima evoluzione, mentre la Red Bull richiede i motori nell'evoluzione 2016. In caso contrario la Red Bull minaccia di ritirarsi dalla Formula 1, assieme alla scuderia collegata Toro Rosso.
La McLaren conferma, quale pilota titolare, anche per il 2016, Jenson Button, dopo che, nelle ultime settimane, si erano intensificate le voci di un possibile ritiro del pilota britannico. Romain Grosjean, pilota della Lotus, annuncia invece il suo passaggio, per il 2016, al neoentrante team Haas.
La Renault comunica di aver firmato una lettera d'intenti per l'acquisizione della Lotus, scuderia che si dibatte in problemi finanziari. La casa automobilistica francese aveva ceduto il suo team di F1 alla Genii Capital nel 2009, team che poi aveva assunto il nome Lotus dal 2012.
Il Consiglio Mondiale della FIA ratifica la nuova versione del calendario per il 2016: la partenza è anticipata al 20 marzo, sempre col Gran Premio d'Australia. Altri 7 gran premi vedono modificata la loro data, tra cui il Gran Premio d'Europa di Baku, che ora è fissato nella stessa data della 24 Ore di Le Mans.

### Analisi per il campionato costruttori
La Mercedes comanda il campionato riservato ai costruttori, con 506 punti, 169 di margine sulla Scuderia Ferrari. Alla casa tedesca basta ottenere tre punti in più di quelli ottenuti dalla scuderia italiana, per aggiudicarsi per la seconda volta consecutiva il titolo.

### Aspetti tecnici
La Pirelli, fornitrice unica degli pneumatici, porta per questa gara pneumatici a mescola supersoft e soft. La Honda fa esordire, sulla McLaren di Fernando Alonso, la sua versione più aggiornata della power unit, per la quale utilizza gli ultimi quattro gettoni per lo sviluppo, concessi dal regolamento. Le aree interessate dalle modifiche sono la camera di combustione e gli scarichi. La Renault, invece, decide di attendere per l'esordio della versione più aggiornata del proprio propulsore. La Mercedes, che rifornisce anche Williams, Lotus e Force India, decide di utilizzare l'ultima versione della power unit, da qui e fino a fine stagione, solo sulle proprie monoposto.
Sono due le zone indicate dalla Federazione Internazionale dell'Automobile ove i piloti possono usare il Drag Reduction System: la prima è posta dopo la curva 1, con punto per la determinazione del distacco fra piloti posto poco prima di tale curva, mentre la seconda zona è stabilita tra le curve 11 e 13, con detection point fissato prima della curva 10.

### Aspetti sportivi
Force India e Sauber inviano alla Unione europea un reclamo nei confronti della CVC Capitals, società che detiene i diritti commerciali del campionato di F1. Secondo i due team la distribuzione delle risorse sarebbe troppo sbilanciata a favore di altri team come Ferrari, McLaren, Mercedes, Williams e Red Bull Racing.
Roberto Merhi torna titolare alla Marussia, stante il contemporaneo impegno in GP2 Series per Alexander Rossi. Fernando Alonso festeggia il suo duecentocinquantesimo gran premio, valido per il mondiale di F1.
La Red Bull Racing nomina il pilota francese Pierre Gasly, impegnato nella GP2, quale pilota di riserva, sino al termine della stagione. Jolyon Palmer ha preso il posto di Romain Grosjean, alla Lotus, nella prima sessione di prove del venerdì.
L'ex pilota di F1, l'irlandese Derek Daly, è nominato commissario aggiunto per la gara, da parte della FIA. Ha svolto questa funzione, per l'ultima volta, nel Gran Premio del Canada 2014.
A causa della sostituzione di varie componenti del motore Fernando Alonso è penalizzato di 25 posizioni sulla griglia di partenza, mentre Roberto Merhi di 20.

## Prove

### Resoconto
La prima sessione di prove libere inizia con mezz'ora di ritardo (e dura solo sessanta minuti) in quanto uno dei mezzi utilizzati per la pulizia della pista ha subito una perdita di carburante che, rendendo viscida la pista, tra i settori 2 e 3, ha reso necessaria un'accurata pulizia dell'asfalto. Era stato anche ipotizzato che la sessione potesse essere rinviata. A causa dell'utilizzo dell'acqua, quale agente pulente, i piloti hanno utilizzato gomme da bagnato, nella prima fase della sessione. Nico Hülkenberg è stato il più rapido, precedendo due suoi connazionali, Nico Rosberg e Sebastian Vettel. L'altro pilota della Mercedes, Lewis Hamilton, ha ottenuto il settimo tempo. Il britannico è stato autore di un testacoda, così come Kimi Räikkönen e Felipe Massa. Al termine di questa sessione la McLaren decide di rimontare sulla vettura di Alonso il motore già utilizzato nel GP del Giappone: a seguito della sostituzione di altre componenti tecniche, la penalizzazione del pilota spagnolo, sulla griglia di partenza, ammonta a 35 posizioni.
Anche la seconda sessione di prove libere non viene completata regolarmente, a causa della pioggia. Solo otto piloti fanno segnare un tempo valido: il più rapido è Felipe Massa, che ha preceduto Sebastian Vettel, e il compagno di team Valtteri Bottas. I due piloti della Mercedes, pur effettuando dei giri, non fanno segnare dei tempi. Massa ha ottenuto il suo crono all'ultimo tentativo, usando gomme da bagnato intermedio.
La sessione del sabato si corre su pista asciutta, ma viene interrotta da un incidente che coinvolge Carlos Sainz Jr.: il pilota della Scuderia Toro Rosso colpisce il muretto lungo la curva 12 e termina contro le barriere della curva 13. Il pilota è cosciente, ma viene trasportato, per precauzione, all'ospedale dove però non gli è stato riscontrato nessun grave problema fisico. Dopo l'incidente la sessione è stata definitivamente conclusa. Inizialmente i piloti avevano testato le gomme soft, prima di passare all'utilizzo delle supersoft. Con le prime il tempo migliore era stato di Valtteri Bottas, mentre con il compound più morbido Nico Rosberg è riuscito a sopravanzare il finlandese. L'altro pilota della Mercedes, Hamilton, ha chiuso col terzo tempo.

### Risultati
Nella prima sessione del venerdì si è avuta questa situazione:
| Pos | Nº | Pilota           | Costruttore          | Tempo    | Gap    | Giri |
| --- | -- | ---------------- | -------------------- | -------- | ------ | ---- |
| 1   | 27 | Nico Hülkenberg  | Force India-Mercedes | 1'44"355 |        | 11   |
| 2   | 6  | Nico Rosberg     | Mercedes             | 1'44"407 | +0"052 | 15   |
| 3   | 5  | Sebastian Vettel | Ferrari              | 1'44"986 | +0"631 | 15   |

Nella seconda sessione del venerdì si è avuta questa situazione:
| Pos | Nº | Pilota           | Costruttore       | Tempo    | Gap    | Giri |
| --- | -- | ---------------- | ----------------- | -------- | ------ | ---- |
| 1   | 19 | Felipe Massa     | Williams-Mercedes | 2'00"458 |        | 6    |
| 2   | 5  | Sebastian Vettel | Ferrari           | 2'00"659 | +0"201 | 8    |
| 3   | 77 | Valtteri Bottas  | Williams-Mercedes | 2'00"688 | +0"230 | 8    |

Nella sessione del sabato si è avuta questa situazione:
| Pos | Nº | Pilota          | Costruttore       | Tempo    | Gap    | Giri |
| --- | -- | --------------- | ----------------- | -------- | ------ | ---- |
| 1   | 6  | Nico Rosberg    | Mercedes          | 1'38"561 |        | 15   |
| 2   | 77 | Valtteri Bottas | Williams-Mercedes | 1'39"287 | +0"726 | 17   |
| 3   | 44 | Lewis Hamilton  | Mercedes          | 1'39"363 | +0"802 | 13   |

## Qualifiche

### Resoconto
La sessione di qualifica inizia all'ora prevista, pur con la necessità di effettuare dei lavori di ripristino alla curva 13, luogo dell'incidente di Carlos Sainz Jr., che non prende parte alle qualifiche, e non viene sostituito dalla sua scuderia, con un altro pilota. Nico Rosberg fa segnare il tempo migliore della prima fase, davanti a Bottas e al suo compagno di team, Lewis Hamilton. Sebastian Vettel, quarto, dopo un tentativo con gomme soft, ha testato anche un treno di gomme supersoft, rovinato però da una forte frenata. Vengono eliminati i piloti della Marussia, Marcus Ericsson e Fernando Alonso. Lo spagnolo della McLaren è beffato da Felipe Nasr all'ultimo tentativo.
Nella seconda fase delle qualifiche Rosberg si conferma ancora il pilota più rapido del lotto; in questa occasione però il secondo tempo è conquistato dal compagno di scuderia Hamilton, che relega Bottas in terza posizione. I piloti effettuano due giri di lancio, prima di effettuare il tentativo più veloce. Vengono eliminati Daniil Kvjat, Felipe Nasr, Jenson Button, Pastor Maldonado e Felipe Massa.
Nella fase decisiva i primi piloti a far segnare un tempo significativo sono i due della Force India, con Nico Hülkenberg davanti a Sergio Pérez, mentre gli altri piloti compiono ancora due giri di lancio, prima del giro veloce. Si pone poi al comando Valtteri Bottas, battuto poi dal duo della Mercedes, Nico Rosberg-Lewis Hamilton. Il britannico, nel suo ultimo tentativo, compie un errore alla curva 13, così che nessuno è poi in grado di impensierire Rosberg. Il tedesco conquista la diciottesima pole position nel mondiale, la terza in stagione, seconda consecutiva. Nell'ultimo giro Vettel si avvicina a Bottas, che però resta al terzo posto.

### Risultati
Nella sessione di qualifica si è avuta questa situazione:
| Pos                         | Nº | Pilota           | Costruttore             | Q1          | Q2       | Q3       | Griglia |
| --------------------------- | -- | ---------------- | ----------------------- | ----------- | -------- | -------- | ------- |
| 1                           | 6  | Nico Rosberg     | Mercedes                | 1'38"343    | 1'37"500 | 1'37"113 | 1       |
| 2                           | 44 | Lewis Hamilton   | Mercedes                | 1'38"558    | 1'37"672 | 1'37"433 | 2       |
| 3                           | 77 | Valtteri Bottas  | Williams-Mercedes       | 1'38"448    | 1'38"194 | 1'37"912 | 3       |
| 4                           | 5  | Sebastian Vettel | Ferrari                 | 1'38"598    | 1'38"402 | 1'37"965 | 4       |
| 5                           | 7  | Kimi Räikkönen   | Ferrari                 | 1'39"207    | 1'38"224 | 1'38"348 | 5       |
| 6                           | 27 | Nico Hülkenberg  | Force India-Mercedes    | 1'39"250    | 1'38"727 | 1'38"659 | 6       |
| 7                           | 11 | Sergio Pérez     | Force India-Mercedes    | 1'39"617    | 1'38"914 | 1'38"691 | 7       |
| 8                           | 8  | Romain Grosjean  | Lotus-Mercedes          | 1'39"056    | 1'38"754 | 1'38"787 | 8       |
| 9                           | 33 | Max Verstappen   | STR-Renault             | 1'39"411    | 1'39"119 | 1'38"924 | 9       |
| 10                          | 3  | Daniel Ricciardo | Red Bull Racing-Renault | 1'39"574    | 1'39"005 | 1'39"728 | 10      |
| 11                          | 26 | Daniil Kvjat     | Red Bull Racing-Renault | 1'39"580    | 1'39"214 | N.D.     | 11      |
| 12                          | 12 | Felipe Nasr      | Sauber-Ferrari          | 1'40"042    | 1'39"323 | N.D.     | 12      |
| 13                          | 22 | Jenson Button    | McLaren-Honda           | 1'39"739    | 1'39"763 | N.D.     | 13      |
| 14                          | 13 | Pastor Maldonado | Lotus-Mercedes          | 1'39"724    | 1'39"811 | N.D.     | 14      |
| 15                          | 19 | Felipe Massa     | Williams-Mercedes       | 1'38"926    | 1'39"895 | N.D.     | 15      |
| 16                          | 14 | Fernando Alonso  | McLaren-Honda           | 1'40"144    | N.D.     | N.D.     | 19      |
| 17                          | 9  | Marcus Ericsson  | Sauber-Ferrari          | 1'40"660    | N.D.     | N.D.     | 16      |
| 18                          | 28 | Will Stevens     | Marussia-Ferrari        | 1'43"693    | N.D.     | N.D.     | 17      |
| 19                          | 98 | Roberto Merhi    | Marussia-Ferrari        | 1'43"804    | N.D.     | N.D.     | 18      |
| Tempo limite 107%: 1'45"227 |    |                  |                         |             |          |          |         |
| NQ                          | 55 | Carlos Sainz Jr. | STR-Renault             | senza tempo | N.D.     | N.D.     | 20      |

In grassetto sono indicate le migliori prestazioni in Q1, Q2 e Q3.

## Gara

### Resoconto
Carlos Sainz Jr. ottiene il via libera della commissione medica della FIA, e può così prendere il via del gran premio.
Il poleman Nico Rosberg mantiene il comando della gara, difendendosi dall'attacco di Lewis Hamilton, Valtteri Bottas è terzo, davanti al connazionale Kimi Räikkönen, che passa Sebastian Vettel. Poco dopo Räikkönen infila anche Bottas, strappandogli la terza piazza. Nelle retrovie Nico Hülkenberg va in testacoda, e viene colpito dalla vettura di Marcus Ericsson: entrambi i piloti sono costretti al ritiro, e la direzione di gara invia in pista la vettura di sicurezza.
La gara riprende della sua valenza agonistica al terzo giro, e al quarto passaggio Bottas strappa nuovamente la posizione tre a Räikkönen. La gara del battistrada, Nico Rosberg, termina dopo 7 giri, per un guasto all'acceleratore. Lewis Hamilton guida ora davanti ai finlandesi Bottas e Räikkönen, con quest'ultimo che si difende dagli attacchi del compagno di team, Vettel.
Al dodicesimo giro Romain Grosjean perde il controllo della sua Lotus, e va a sbattere contro le barriere: la safety car viene nuovamente inviata in pista. Ne approfittano per andare ai box Sergio Pérez, Daniel Ricciardo, Carlos Sainz Jr. e Jenson Button.  La gara riprende dal sedicesimo giro: un giro dopo Sebastian Vettel prova il sorpasso su Kimi Räikkönen, ma una prima volta va lungo; il tedesco, poco dopo, è però capace di passare il collega di team.
Al giro 26 vi è il primo pit stop per un pilota delle prime posizioni, Valtteri Bottas. Quattro giri dopo è il turno di Kimi Räikkönen, e poi, dopo un giro, di Vettel. Ora il tedesco è secondo, mentre i due finlandesi sono quinto e sesto, preceduti anche da Sergio Pérez, e Daniel Ricciardo. Hamilton effettua il suo cambio degli pneumatici al giro 32, e mantiene il comando della gara.
Bottas è capace di passare Ricciardo al giro 45, mentre Räikkönen, in un tentativo di sorpasso, va lungo e deve perciò desistere. Sempre al quarantacinquesimo giro Carlos Sainz Jr., settimo, è costretto al ritiro per un guasto all'impianto dei freni, che lo costringe a un'uscita di pista, con leggero tocco delle barriere. Al giro 48 si ritira anche Ricciardo, per un problema alle sospensioni. Kimi Räikkönen scala così al quinto posto.
Al cinquantaduesimo giro Pérez, in crisi con le gomme, viene passato sia da Bottas che da Kimi Räikkönen, scendendo così al quinto posto, ma all'ultimo giro Räikkönen attacca Bottas, e i due vanno a collisione. Il pilota della Williams è costretto al ritiro, mentre il ferrarista, pur procedendo lentamente, riesce a terminare la gara quinto, passato sia da Pérez, che da Massa. Successivamente il finlandese della Ferrari verrà penalizzato, e sarà retrocesso all'ottavo posto della graduatoria.
Lewis Hamilton ottiene la vittoria numero 42 nel mondiale, davanti a Vettel e Pérez, che ottiene il quinto podio in carriera, e il primo stagionale per la Force India. Grazie a questo risultato la Mercedes si aggiudica, per la seconda volta nella storia, il titolo riservato ai costruttori.

### Risultati
I risultati del Gran Premio sono i seguenti:
| Pos | Nº | Pilota           | Costruttore             | Giri | Tempo/Ritiro                | Griglia | Punti |
| --- | -- | ---------------- | ----------------------- | ---- | --------------------------- | ------- | ----- |
| 1   | 44 | Lewis Hamilton   | Mercedes                | 53   | 1h37'11"024                 | 2       | 25    |
| 2   | 5  | Sebastian Vettel | Ferrari                 | 53   | +5"953                      | 4       | 18    |
| 3   | 11 | Sergio Pérez     | Force India-Mercedes    | 53   | +28"918                     | 7       | 15    |
| 4   | 19 | Felipe Massa     | Williams-Mercedes       | 53   | +38"831                     | 15      | 12    |
| 5   | 26 | Daniil Kvjat     | Red Bull Racing-Renault | 53   | +47"566                     | 11      | 10    |
| 6   | 12 | Felipe Nasr      | Sauber-Ferrari          | 53   | +56"508                     | 12      | 8     |
| 7   | 13 | Pastor Maldonado | Lotus-Mercedes          | 53   | +1'01"088                   | 14      | 6     |
| 8   | 7  | Kimi Räikkönen   | Ferrari                 | 53   | +1'12"358                   | 5       | 4     |
| 9   | 22 | Jenson Button    | McLaren-Honda           | 53   | +1'19"467                   | 13      | 2     |
| 10  | 33 | Max Verstappen   | STR-Renault             | 53   | +1'28"424                   | 9       | 1     |
| 11  | 14 | Fernando Alonso  | McLaren-Honda           | 53   | +1'31"210                   | 19      |       |
| 12  | 77 | Valtteri Bottas  | Williams-Mercedes       | 52   | Collisione con K.Raikkonen  | 3       |       |
| 13  | 98 | Roberto Merhi    | Marussia-Ferrari        | 52   | +1 giro                     | 18      |       |
| 14  | 28 | Will Stevens     | Marussia-Ferrari        | 51   | +2 giri                     | 17      |       |
| 15  | 3  | Daniel Ricciardo | Red Bull Racing-Renault | 47   | Sospensione                 | 10      |       |
| Rit | 55 | Carlos Sainz Jr. | STR-Renault             | 45   | Freni\incidente             | 20      |       |
| Rit | 8  | Romain Grosjean  | Lotus-Mercedes          | 11   | Incidente                   | 8       |       |
| Rit | 6  | Nico Rosberg     | Mercedes                | 7    | Acceleratore                | 1       |       |
| Rit | 27 | Nico Hülkenberg  | Force India-Mercedes    | 0    | Collisione con M.Ericsson   | 6       |       |
| Rit | 9  | Marcus Ericsson  | Sauber-Ferrari          | 0    | Collisione con N.Hulkenberg | 16      |       |

## Classifiche mondiali

### Piloti
| Pos | Pilota           | Punti |
| --- | ---------------- | ----- |
| 1   | Lewis Hamilton   | 302   |
| 2   | Sebastian Vettel | 236   |
| 3   | Nico Rosberg     | 229   |
| 4   | Kimi Räikkönen   | 123   |
| 5   | Valtteri Bottas  | 111   |
| 6   | Felipe Massa     | 109   |
| 7   | Daniil Kvjat     | 76    |
| 8   | Daniel Ricciardo | 73    |
| 9   | Sergio Pérez     | 54    |
| 10  | Romain Grosjean  | 44    |
| 11  | Nico Hülkenberg  | 38    |
| 12  | Max Verstappen   | 33    |
| 13  | Felipe Nasr      | 25    |
| 14  | Pastor Maldonado | 22    |
| 15  | Carlos Sainz Jr. | 12    |
| 16  | Fernando Alonso  | 11    |
| 17  | Marcus Ericsson  | 9     |
| 18  | Jenson Button    | 8     |

### Costruttori
| Pos | Costruttore             | Punti |
| --- | ----------------------- | ----- |
| 1   | Mercedes                | 531   |
| 2   | Ferrari                 | 359   |
| 3   | Williams-Mercedes       | 220   |
| 4   | Red Bull Racing-Renault | 149   |
| 5   | Force India-Mercedes    | 92    |
| 6   | Lotus-Mercedes          | 66    |
| 7   | STR-Renault             | 45    |
| 8   | Sauber-Ferrari          | 34    |
| 9   | McLaren-Honda           | 19    |

## Decisioni della FIA
Al termine della gara, Kimi Räikkönen è stato penalizzato di trenta secondi sul tempo di gara per il contatto con Valtteri Bottas. Il ferrarista ha subito anche una decurtazione di tre punti sulla Superlicenza.
Fernando Alonso, invece, è stato penalizzato di cinque secondi sul tempo di gara per aver tagliato ripetutamente i limiti della pista alla curva 16.